# Furor TV
Furor TV es una cadena de televisión por Internet especializada en la divulgación política, el análisis internacional y la cultura comprometida.  Es un medio de información independiente que cuenta con redacción web y emite audiovisualmente por Twitch y YouTube. Fue fundado en 2014 por el periodista Sergio Gregori y un grupo de estudiantes. En 2020, pasó a estar editado por la empresa Furor Producciones y constituido por una decena de profesionales del ámbito del periodismo, la producción audiovisual y las ciencias políticas.

## Historia
En 2014 Furor TV se constituyó como medio de comunicación comunitario, estando formado por estudiantes de periodismo, comunicación audiovisual, ciencias políticas y demás ciencias sociales con la forma jurídica de entidad sin ánimo de lucro. En 2019 cambiaría su forma jurídica y pasaría a estar editado por la sociedad limitada Furor Producciones. Los primeros años el plató de Furor TV se ubicaba en el salón de un piso de estudiantes en Madrid, estudio de televisión por el que pasaron diputados, historiadores, diplomáticos y artistas. En 2020, el equipo promotor se instaló en un local comercial y construyó un plató de televisión físico ubicado en Madrid.
Desde marzo de 2023 hasta enero de 2024 compartía algunos de los contenidos del programa El Tablero con Canal RED. 

### Exclusiva periodística
El 8 de marzo de 2022, Furor TV emitió en exclusiva mundial para el programa Todo es verdad de la cadena de televisión generalista Cuatro (canal de televisión) media hora de la entrevista que realizaron al exvicepresidente de la KGB, Nikolai Leonov.  El exagente de la inteligencia soviética relató el ascenso al poder del presidente ruso Vladímir Putin, acusándole de estar involucrado en casos de soborno, chantaje sexual y extorsión. En la misma entrevista el que fuera intérprete de Fidel Castro y Nikita Jrushchov durante la crisis de los misiles narró a Sergio Gregori para Furor TV la imposibilidad de que Lee Harvey Oswald fuera el asesino de John F. Kennedy.

## Proyectos asociados
A finales de 2021 Furor TV organizó junto a otros creadores de contenido como Carles Tamayo la denominada Red de Creadores de Contenido que reivindicaba "una mayor comunicación y resolución de conflictos" entre las grandes plataformas como YouTube, Twitch o TikTok. La Red se orquestó inicialmente bajo el amparo legal de la UGT y provocó una gran polémica en el ecosistema de Internet.
Furor TV es el medio productor de la película Unblock Cuba, documental que cuenta con varias nominaciones internacionales y que incluye al exvicepresidente de la KGB, Nikolai Leonov, como uno de sus protagonistas.
En noviembre de 2022 se hizo pública una campaña de micromecenazgo que desvelaba la participación de Furor TV en Canal RED, una nueva televisión dirigida por el exvicepresidente del Gobierno Pablo Iglesias Turrión, en la que presumiblemente estaría implicada la productora Furor Producciones SL –editora de Furor TV– con Sergio Gregori como presentador estrella.
En 2023 se producen tensiones editoriales en Canal RED que suponen el relevo de Sergio Gregori como director del programa matinal. En 2024 Gregori dedicó su último editorial como presentador de la cadena a su trayectoria personal y la de Furor TV, poco después Canal Red prescindió de forma definitiva del cofundador de la televisión como presentador de El Tablero relegándole a labores de redacción.  

## Delegaciones
Furor TV cuenta con una delegación en la Comunidad de Madrid donde se ubica el estudio de televisión y la redacción. En Extremadura hay una delegación asociada con un especial impacto local, deportivo y cultural.